# Karl Dunkmann
Karl Dunkmann (* 2. April 1868 in Aurich; † 28. November 1932 in Berlin) war ein evangelischer Theologe und Soziologe.

## Leben
Geboren als Sohn des Buchdruckereibesitzers Adolf Hermann Friedrich Dunkmann und seiner Frau Johanna (geb. Gerdes), studierte er an der Universität Halle, an der Universität Basel und an der Universität Greifswald. Er hatte sich zunächst einem Studium der Theologie gewidmet, wurde 1894 Pfarrer in Stolp, ging 1905 nach Greifswald zurück, erwarb sich dort das Lizentiat der Theologie und wurde 1907 Direktor des Predigerseminars und Konservator des Lutherhauses in Wittenberg.
Nachdem er während der Wittenberger Zeit zum Doktor der Theologie promovierte, trat er 1912 eine ordentliche Professur für systematische und praktische Theologie an der Greifswalder Universität an. 1917 wandte er sich unter wissenschaftlichem Einfluss von Ferdinand Tönnies der Soziologie zu und übernahm 1918 einen Lehrauftrag für diese Fachrichtung an der TU Berlin. 1919 war er ein führendes Mitglied des evangelischen Zweigvereins der Berliner Zentrumspartei. In Berlin gründete er 1924 das Institut für angewandte Soziologie, gründete die Zeitschrift „Archiv für angewandte Soziologie“ und formulierte eine stark philosophierende neuhegelianische Soziologie: Nennen wir das geschichtlich Reale das Konkrete, das übergeschichtlich Reale das Reale selbst, dann ergibt sich die soziologische Methode in der dialektischen Anwendung dieses Gegensatzes von Realem und Konkretem. Unter nunmehr dem denkerischen Einfluss von Othmar Spann verteidigte er diesen energisch (1928 Der Kampf um Othmar Spann).
Er starb 1932 im letzten Vierteljahr der Weimarer Republik, ihm widmete Heinz Sauermann sein 1933 herausgegebene Sammelwerk Probleme deutscher Soziologie.
Dunkmann heiratete 1894 in Buchholz Magdalena Jaspis (1870–1943), eine Tochter des Pastors Johannes Jaspis. Das Paar hatte 5 Töchter.

## Schriften (Auswahl)

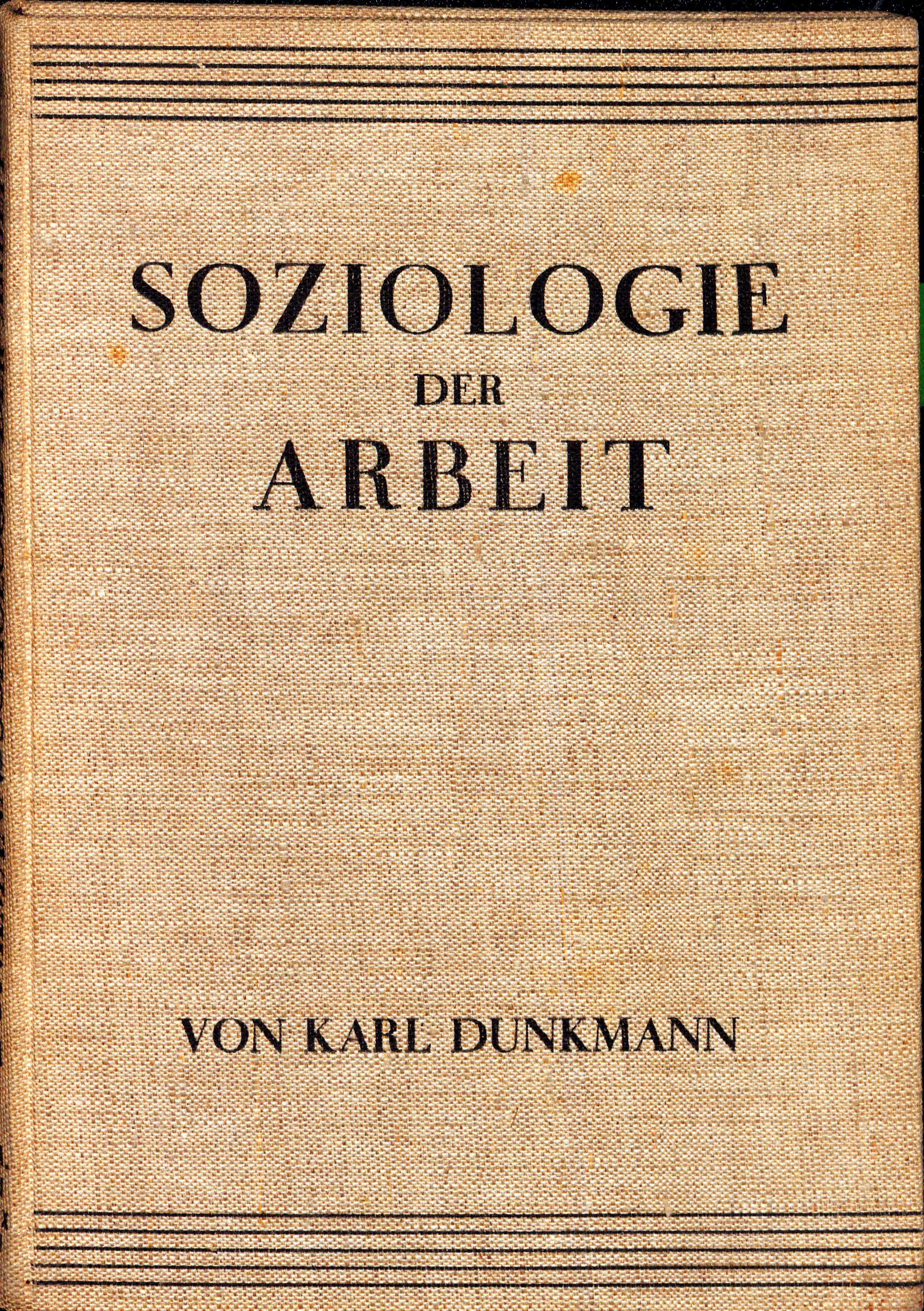
Soziologie der Arbeit (1933)

- System theologischer Erkenntnislehre, 1909
- Studien und Kritiken, 1909
- Kreuz- und Auferstehung als Grundlagen der Heilsgemeinde, 1909
- Das religiöse Apriori und die Geschichte, 1914
- Der historische Jesus, der mythologische Christus und Jesus des Christ, 1910, 1911
- Altes und Neues aus dem Schatz eines Hausvaters, 1911
- Metaphysik der Geschichte, 1914
- Idealismus oder Christentum?,1914
- Die Nachwirkungen der Prinzipienlehre Schleiermachers, 1915
- Die theologische Prinzipienlehre Schleiermachers, 1916
- Religionsphilosophie, 1917
- Revolution und Ethik, in: Der Tag Nr. 267, 14. November 1918, S. 1f.
- Die Parteien und die Religion, in: Der Tag Nr. 38, 21. Februar 1919, S. 1f.
- Die Wende in der inneren Politik, in: Der Tag Nr. 290, 31. Dezember 1919, S. 1f.
- Die Lehre vom Beruf, 1922
- Die Kritik der sozialen Vernunft, 1924
- Begriff und Aufgabe der angewandten Soziologie, 1929
- Lehrbuch der Soziologie und Sozialphilosophie, 1931
- Soziologie der Arbeit, 1933